# Кервель ажурный
Ке́рвель ажу́рный, или Купырь бутенели́стный, или Кервель обыкнове́нный (лат. Anthríscus cerefólium) — вид однолетних растений из рода Купырь (Anthriscus) семейства Зонтичные (Apiaceae).
Применяется в кулинарии и в качестве лекарственного растения.

## Распространение и экология
Произрастает практически на всей территории Европы (за исключением Испании, Италии, Англии и Скандинавии) и в Закавказье. Встречается в Средней Азии, Турции, Иране и Ираке. На территории России произрастает в Ростовской области и Краснодарском крае, Ставропольском крае.
Растёт в светлых лесах, среди кустарников, по низменным, холмистым местам, на солнечных травянистых склонах.
Предпочитает лёгкие, хорошо дренированные, нейтральные или слабощелочные почвы.

## Ботаническое описание

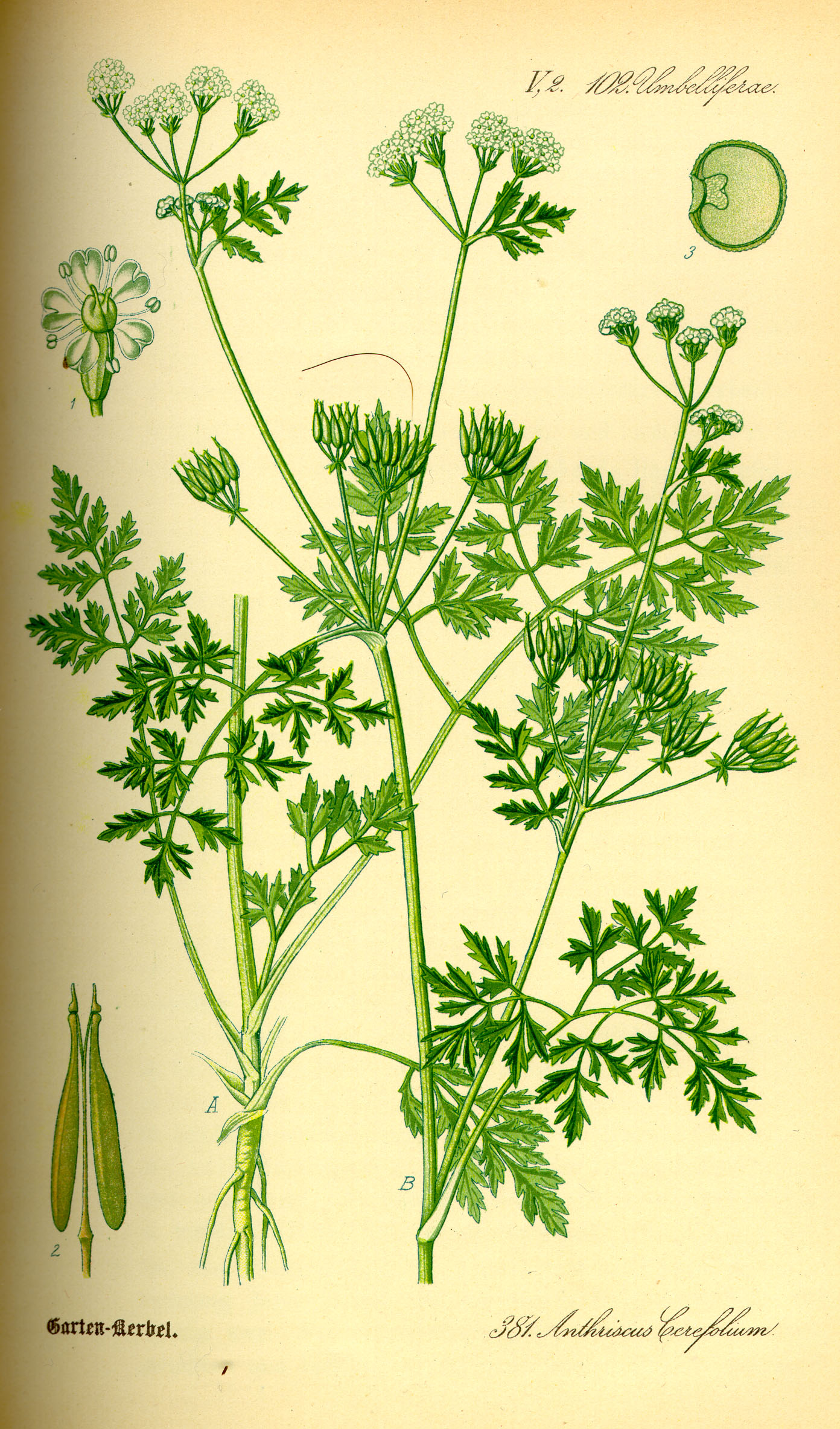
Кервель ажурный.

Однолетнее растение высотой 15—50 см с веретеновидным корнем.
Стебли прямые, коротко опушённые, почти от основания ветвистые, вздутые в узлах.
Листья треугольные, трижды перисто-рассечённые.
Цветки белые.
Плоды с коротким носиком, гладкие и голые, линейно-продолговатые, длиной 7—10 мм, бурые.
Цветёт в июне—июле. Плоды созревают в августе—сентябре.

## Химический состав
Все части растения содержат эфирное масло, основными компонентами которого являются метилхавикол и метилэвгенол, гликозиды, каротин, аскорбиновую кислоту, минеральные соли магния, калия и др.en:Chervil

## Значение и применение
Обладает сладковатым анисовым запахом, пряным сладковатым напоминающим петрушку вкусом, благодаря чему используется в качестве пряности. Хорошо сочетается с другими зелёными овощами — эстрагоном, петрушкой, базиликом. В Северной Америке молотый купырь используют при жарке птицы в гриле, рыбы и блюд из яиц. Употребляется он к яйцам, сваренным вкрутую, к соленым омлетам, соусам к рыбе, в зелёное масло, картофельный суп, картофельный салат, к шпинату, птице, рыбе, ягнятине и баранине.
Блюда из купыря являются хорошим витаминным и общеукрепляющим средством. В народной медицине листья и плоды растения использовали при болезнях почек, мочевого пузыря, как отхаркивающее и вяжущее при желудочно-кишечных расстройствах.
Хороший медонос.

## Таксономия
Вид Кервель ажурный входит в род Купырь (Anthriscus) семейства Зонтичные (Apiaceae) порядка Зонтикоцветные (Apiales).
|  |                                      |  |                                                             |                                                             |                     |  | ещё 8 семейств (согласно Системе APG II) | ещё 8 семейств (согласно Системе APG II) |                     |  |  |  | ещё примерно 20 видов |
|  |                                      |  |                                                             |                                                             |                     |  | ещё 8 семейств (согласно Системе APG II) | ещё 8 семейств (согласно Системе APG II) |                     |  |  |  | ещё примерно 20 видов |
|  |                                      |  |                                                             | порядок Зонтикоцветные                                      |                     |  |                                          |                                          | род Купырь          |  |  |  |                       |
|  |                                      |  |                                                             | порядок Зонтикоцветные                                      |                     |  |                                          |                                          | род Купырь          |  |  |  |                       |
|  | отдел Цветковые, или Покрытосеменные |  |                                                             |                                                             | семейство Зонтичные |  |                                          |                                          | вид Кервель ажурный |  |  |  |                       |
|  | отдел Цветковые, или Покрытосеменные |  |                                                             |                                                             | семейство Зонтичные |  |                                          |                                          |                     |  |  |  |                       |
|  |                                      |  | ещё 44 порядка цветковых растений (согласно Системе APG II) | ещё 44 порядка цветковых растений (согласно Системе APG II) |                     |  |                                          | ещё около 300 родов                      | ещё около 300 родов |  |  |  |                       |
|  |                                      |  |                                                             | ещё 44 порядка цветковых растений (согласно Системе APG II) |                     |  |                                          |                                          | ещё около 300 родов |  |  |  |                       |